# Stockton-on-Tees (Engeland)
Stockton-on-Tees is een plaats (town) in het bestuurlijke gebied Stockton-on-Tees, in het Engelse graafschap Durham. De plaats telt 80.060 inwoners. Hier bevindt zich ook werelds oudste nog in bedrijf zijnde spoorwegstation van de vroegere Stockton and Darlington Railway.

## Geboren
- Charles Foulkes (1903-1969), Canadees militair
- Colin Renfrew (1937-2024), archeoloog
- Richard Anthony Hewson (1943), producent, arrangeur en musicus
- Bruce Thomas (1948), bassist
- Daniel Casey (1972), acteur
- Matthew Bates (1986), voetballer
- Jamie Bell (1986), acteur
- Lee Cattermole (1988), voetballer
- Richard Kilty (1989), atleet
- Jordan Nobbs (1992), voetballer
- Callum Woodhouse (1994), acteur